# Richard von Daun
 (mai 2023).
Richard von Daun (mort le 8 ou le 29 novembre 1257) était évêque de Worms de 1247 à 1257.

## Biographie
Richard était issu d'une famille ministérielle du Reich basée dans l'Eifel. Son parent Ingeram était prévôt des couvents collégiaux de Münstermaifeld, Karden et Saint-Siméon à Trèves et gardien de la cathédrale (de) de Trèves. Dietrich von Daun était Domherr à Trèves et chanoine à Münstermaifeld et à St. Kunibert à Cologne.
Richard avait été prévôt de Saint-Siméon à Trèves depuis 1234 et Domherr à Trèves de 1242 à 1252 et avait un canonicat à Münstermaifeld. Après la mort de l'évêque de Worms Konrad von Dürkheim, le chapitre de la cathédrale de Worms (de) a élu le prévôt de la cathédrale Raugraf Eberhard (de) comme évêque, malgré une interdiction papale. Le légat apostolique Pietro Capocci a annulé cette décision et a nommé Richard von Daun évêque de Worms. Le pape Innocent IV ordonna aux deux parties de se rendre à Rome. En 1252, l'auditeur nommé, Pierre de Colmieu, cardinal et évêque d'Albano, jugea que la nomination de Richard était légitime.
La ville amie de Hohenstaufen refusa l'entrée à Richard, qui trouva alors un logement dans le monastère du Kirschgarten (de) à l'extérieur de la ville, imposa un interdit et exerça une pression militaire sur la ville. En 1253, l'interdit fut levé grâce à la médiation des dominicains et Richard put s'installer à Worms. En excommuniant les partisans de Hohenstaufen dans l'ensemble des citoyens, Richard a obtenu la reconnaissance de Guillaume de Hollande comme roi, qui a confirmé les privilèges de la ville en 1254. Dans le différend sur la constitution de la ville, le conseil de quinze membres, introduit en 1233, a été confirmé ce qui a conduit à une scission des citoyens. Après la mort de Guillaume, Richard a soutenu le candidat au trône Alphonse de Castille, assistant à son élection comme roi à Francfort en 1257. La récupération de Wimpfen, qui avait été séparée du Hochstift par les Staufer, n'a été que partiellement réussie : Wimpfen devint une ville impériale libre, seul le Stift Saint-Pierre restait en possession de Worms.
Après sa mort en novembre 1257, Richard fut enterré dans la cathédrale de Worms. Raugraf Eberhard lui succéda comme évêque.

### Note
1. ↑  Un Raugraf, latin comites hirsuti, était un "comte de terres incultes".